# Ryōta Nishizono
Ryōta Nishizono (西薗 良太; Kagoshima, 1 de septiembre de 1987) es un ciclista japonés.

## Palmarés
2011
- 1 etapa del Tour de Hokkaido
- 3.º en el Campeonato de Japón Contrarreloj

2012
- Campeonato de Japón Contrarreloj

2013
- 2.º en el Campeonato de Japón Contrarreloj

2015
- 3.º en el Campeonato de Japón Contrarreloj

2016
- Campeonato de Japón Contrarreloj
- 2.º en el Campeonato de Japón en Ruta

2017
- Campeonato de Japón Contrarreloj